# Shimogamonaka-dōri
Le Shimogamonaka-dōri (下鴨中通, Shimogamonaka-dōri) est une voie de l'est de Kyoto, dans l'arrondissement de Sakyō. Orientée nord-sud, elle commence à Kitayama-dōri et termine à Shimogamohon-dōri, à partir de laquelle commence Mikage-dōri (ja). Avec le Shimogamonishi-dōri, le Shimogamohon-dōri et le Shimogamohigashi-dōri, elle fait partie des quatre rues de Shimogamo (ja).

## Description

### Situation
Shimogamonaka-dōri est une rue de l'ouest de l'arrondissement de Sakyō au centre du secteur de Shimogamo. Elle commence à Kitayama-dōri (北山通), même si la chaussée continue au nord en suivant le tracé de la route préfectorale 103 - Kamigamo-Yamabana (ja) (京都府道103号上賀茂山端線), puis de la route préfectorale 40 - Shimogamo-Shizuhara-Ōhara (ja) (京都府道40号下鴨静原大原線). Elle passe ensuite par Kitaōji-dōri, Matsugasaki-dōri (ja), Kuramaguchi-dōri et termine à Shimogamohon-dōri (下鴨本通), là où commence Mikage-dōri (ja) (御蔭通). Elle suit Shimogamohon-dōri (下鴨本通) à l'est et précède Shimogamonishi-dōri (下鴨西通) à l'ouest.
La circulation se fait dans les deux sens entre Kitayama et Kitaōji, peut en sens unique du nord au sud jusqu'à Mikage, et la rue fait environ 1 900 mètres de long.

### Voies rencontrées
Du nord au sud, en sens unique. Les voies rencontrées de la droite sont mentionnées par (d), tandis que celles rencontrées de la gauche, par (g). Seules les rues ayant un nom sont listées,.
1. Kitayama-dōri (北山通)
2. (g) Hokusen-dōri (ja) (北泉通)
3. Shirakawasosui-dōri (白川疎水通) / Kitashirakawasosui-dōri (北白川疎水通)
4. Kitaōji-dōri (北大路通)
5. Nihonmatsu-dōri (二本松通)
6. Matsugasaki-dōri (ja) (松ヶ崎通)[6]
7. Kuramaguchi-dōri (鞍馬口通)
8. Shimogamohon-dōri (下鴨本通)
9. Mikage-dōri (ja) (御蔭通)

### Transports en commun
Les bus du réseau d'autobus de Kyoto (ja) ne passent pas sur la rue. Les arrêts les plus proches sont Shin-Aoibashi (新葵橋, lignes 1, 4, 205), au carrefour de Shimogamonishi et Shimogamohon, Shimogamo-jinja-mae (下鴨神社前, lignes 1, 4, 205), au carrefour de Kuramaguchi et Shimogamohon, Ipponmatsu (一本松, lignes 1, 4, 205), au carrefour de Shimogamohon et Matsugasaki, Université préfectorale de Kyoto (lignes 1, 204, 205, 206, Nord8), au carrefour de Shimogamonaka et Kitaōji, Kitazono-chō (北園町, ligne 4), au carrefour de Shimogamohon et Hokusen, et Station Kitayama (北山駅前, lignes 4, Nord8), au carrefour de Kitayama et Shimogamonaka.
Au carrefour avec Kitayama-dōri se trouve la station Kitayama (北山駅) de la ligne Karasuma du métro de Kyoto.

## Odonymie
Le nom de la rue signifie « Shimogamo (下鴨) centre (中) », en référence à sa position dans le secteur éponyme, lui-même venant du sanctuaire shinto Shimogamo-jinja.

## Histoire

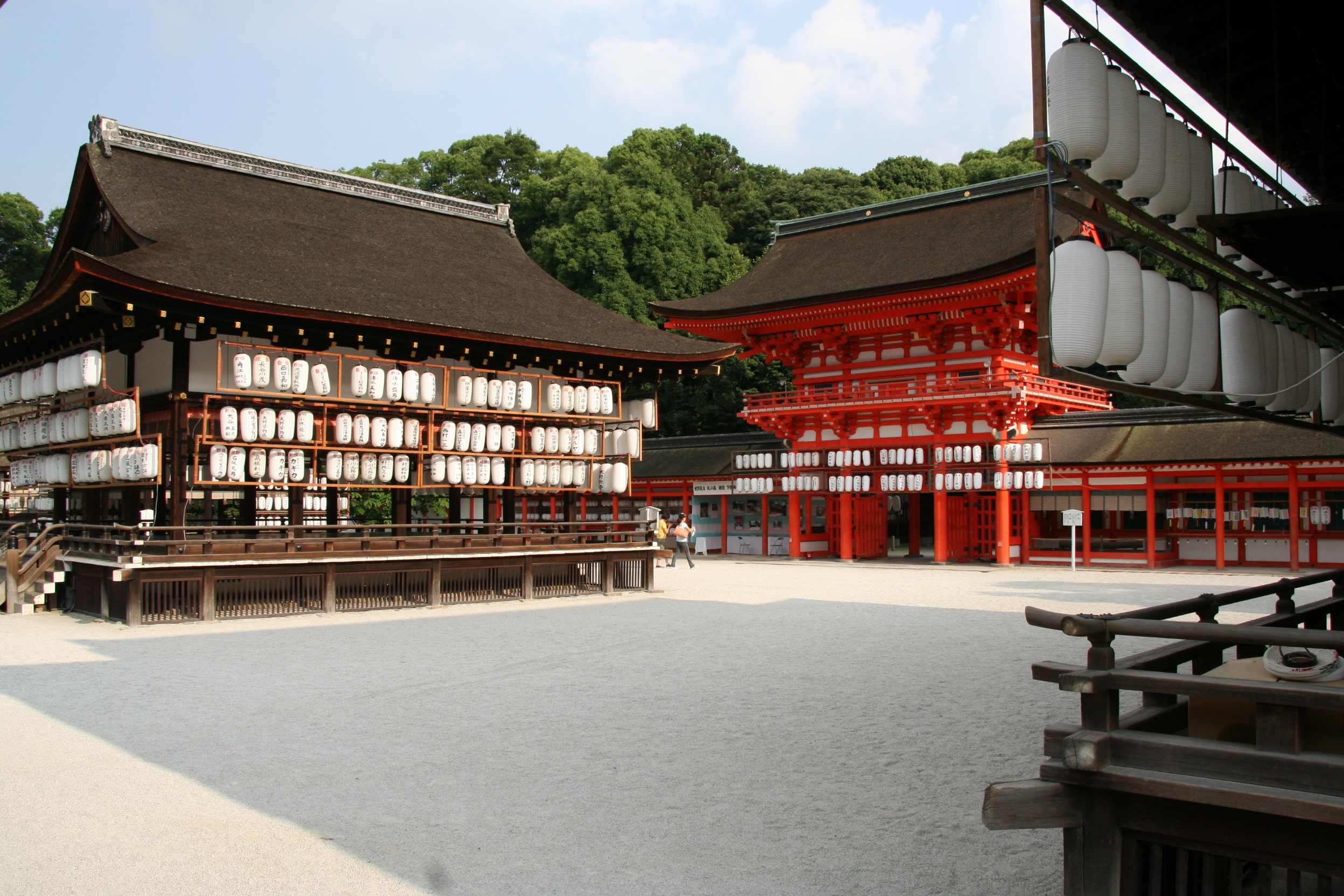
Le sanctuaire Shimogamo-jinja.

Jusqu'à l'ère Meiji (1868-1912), la section du nord jusqu'à Kuramaguchi-dōri de Shimogamonaka-dōri correspondait alors à la route de Kurama (ja) (鞍馬街道, Kurama-kaidō), une importante route de pèlerinage et de transport qui se rendait au nord au temple Kurama-dera, puis aux provinces de Tanba et Wakasa,. Elle permettait d'atteindre Kyoto via la porte Kurama (鞍馬口, Kurama-guchi), l'une des 7 portes de Kyoto (ja), dans le village éponyme à l'ouest du fleuve Kamo. Au sud de Kuramaguchi-dōri, il s'agissait aussi de la route principale du village de Shimogamo (ja) (下鴨村), alors administré par le sanctuaire shinto Shimogamo-jinja (下鴨神社). Alors appelée « Hon-dōri » (本通),, la rue reliait Shimogamo à Kyoto par le pont Demachi (出町橋), dans le delta du Kamo à la pointe sud de Shimogamo. Le 10 mai 1928, les bus municipaux commence à circuler sur la rue entre le jardin botanique et Demachi. C'est à cette période, durant l'ère Shōwa (1926-1989), que le secteur de Shimogamo est développé et des nouveaux quartiers résidentiels quadrillés font leur apparition dû à la proximité de Shimogamo avec Kyoto,. Hon-dōri est alors réaménagé pour devenir Shimogamonaka-dōri vers 1948. Le projet de réaménagement s'achève la création du pont Aoi au sud en 1960, et Shimogamonaka-dōri perd de l'importance face à la nouvelle Shimogamohon-dōri large de quatre voies inaugurée en 1942,. Les bus de la ville ne circulent désormais plus sur la rue, mais plutôt sur Shimogamohon-dōri.

## Patrimoine et lieux d'intérêt
Juste au nord du carrefour avec Shimogamohon, on peut trouver la garderie Karyūen (迦稜園). Dû à sa création ancienne, plusieurs bâtiments plus vieux se trouvent sur la rue, mais comme ses voisines Shimogamohon et Shimogamonishi, plusieurs bâtiments récents y ont été construits. Au nord de la garderie se trouve le restaurant Ebisu Yakahei (ゑびす屋加兵衛), ouvert depuis 1916 et spécialisé dans le yakimochi (en). Plus au nord, un autre restaurant établi de longue se trouve sur la rue, Norakuro (のらくろ), spécialisé dans la cuisine occidentale depuis 1934. Plus loin, du côté est, se dresse le petit autel Jizō dit « de l'étang » (池の地蔵尊), portant l'inscription « Hoshina-ji », un autre nom pour le temple Kōfuku-ji (光福寺) de Demachi. Plusieurs commerces de blanchisserie sont aussi ouverts sur la rue.
Au nord de Matsugasaki-dōri, jusqu'en 2022, le kōban Shibamoto-chō (芝本町) était sur la rue. Du côté ouest, quelques centaines de mètres plus au nord, se trouve la parc Nakagawara (中川原公園), créé en 1937. Plus loin, du côté est, une petite stèle commémore l'ancien manoir de Shingo Ashikaga (足利 進悟), 27e chef de la famille Hirajima-Kubō (ja) (平島公方家), du clan Ashikaga. Il y a ensuite un carrefour à cinq voies, où se dresse au centre une stèle portant l'inscription « Nihonmatsu » (二本松), faisant référence à deux pins (松) situés à Shimogamo et qui servaient de marqueurs de chemin. Le deuxième pin était situé sur la route de Kurama, maintenant Shimogamonaka-dōri, tandis que le premier était situé à ce qui correspond aujourd'hui à Shimogamohon-dōri. La rue est-ouest que croise Shimogamonaka-dōri à la stèle « Nihonmatsu » est Nihonmatsu-dōri, qui était anciennement une rue commerçante jusqu'à l'ouverture de Kitaōji-dōri au début de l'ère Shōwa,.
Plus au nord, on trouve sur la rue le jardin botanique de Kyōto, le musée d'art Garden of Fine Arts Kyoto (ja) (京都府立陶板名画の庭), où se reproduite à la céramique des œuvres célèbres, le Kyoto Concert Hall, la Bibliothèque et archives préfectorales de Kyoto (ja) (京都府立京都学・歴彩館) et l'université préfectorale de Kyoto, entre autres.